# 青林工藝舎
株式会社青林工藝舎（せいりんこうげいしゃ）は、元青林堂編集部員らによって1997年に設立された東京都新宿区河田町にある日本の出版社。1998年より漫画雑誌『アックス』を隔月で刊行中。

## 概要
商業的な流行漫画とは一線を画し、時代の流れに囚われない「ガロ系」と呼ばれる日本発のオルタナティブコミックやアンダーグラウンドコミックを専門に扱うサブカルチャー系の出版社である。

## 歴史

### ガロ時代
長井勝一と白土三平が共同で青林堂より漫画雑誌『月刊漫画ガロ』を1964年夏に創刊、全共闘時代の大学生に強く支持され一世を風靡した。
青林堂では商業的なメジャー系出版社の漫画事業と対極のスタンスで、掲載作品の作品性を重視する編集方針を取り、白土三平や水木しげるといった有名作家から、つげ義春、花輪和一、蛭子能収、赤瀬川原平、滝田ゆう、佐々木マキ、楠勝平、つげ忠男、山田花子、ねこぢる、根本敬、みうらじゅん、川崎ゆきお、内田春菊、林静一、丸尾末広、近藤ようこ、杉浦日向子、つりたくにこ、やまだ紫、矢口高雄、勝又進、久住昌之、渡辺和博、古屋兎丸、福満しげゆきといった「ガロ系」と称される一群の漫画作家に表現の場を与え輩出し、日本漫画文化史上に一時代を築いた。
『ガロ』は商業性よりも作品を重視、オリジナリティを何より第一としたため、編集者の干渉が比較的少なく、作家側にすれば自由に作品を発表出来たため、新人発掘の場として独創的な作品を積極的に掲載した。このことは、それまで漫画という表現を選択することのなかったアーティストたちにも門戸を開放する結果となり、ユニークな新人が続々と輩出されるようになった。

### 青林工藝舎設立、アックス創刊
青林工藝舎は1997年の青林堂内紛騒動で総退社した手塚能理子ら数名の元青林堂社員によって設立された。この社名は長井勝一が「何かあったらこの名前を使え」と生前スタッフに遺してあったものである。
1997年10月9日には「月刊誌『ガロ』元編集部責任編集」を謳った創刊準備号『マンガの鬼』を創出版の協力のもと出版、これが『アックス』のルーツとなっている。1998年1月には青林工藝舎初の単行本となる山田花子の『からっぽの世界』を刊行。2月には『ガロ』の後継誌と称して『アックス』を創刊する。一方で別体制となった青林堂も『ガロ』を復活させるが復刊と休刊を繰り返し、2002年を最後に紙媒体では事実上の廃刊状態となった。 
同時期に青林工藝舎も経営破綻寸前まで経営が落ち込み、数多くの作家や有志の支援により青林工藝舎と『アックス』は存続しているものの、「原稿料ゼロ」の状態が長らく続いている。『刑務所の中』『東京ゾンビ』『僕の小規模な失敗』『ジャカランダ』『死んだ目をした少年』『ヘンコちゃんになりたくて』など青林工藝舎から輩出された話題作も『アックス』連載中は原稿料を支払う事が出来ず、連載終了後の単行本化によって作家陣は収入を得ている。
『アックス』を刊行すると毎号、確実に赤字となるため、旧青林堂時代の単行本の復刊、『ガロ』『アックス』作家の単行本の刊行、および大手版元が見落とした、出し渋った、あるいは出せなかったカルト漫画の復刊や刊行など、サブカルチャー系の単行本の収益などで糊口を凌ぐ不安定な経営状態が続いている。刊行本は初版2千部、多くて3千部程度しか刷らないため、一部の書店や漫画専門店でしか販売されておらず、一般書店では手に入りにくい状況が続いている。

## 青林堂との関係
2018年現在も法人としての「株式会社青林堂」は現存しているが、「経営上の問題」により保守・右派的出版社へと変貌を遂げており、かつての面影は最早どこにも残っていない。これに関して漫画家のしりあがり寿は「いまや青林堂と青林工藝舎は全く別」と述べ「この世界の陰で蠢き震える魂に手を差し伸べるようなガロの伝統は青林工藝舎のアックスに引き継がれている」と述べている。

## 特色
世に埋もれた才能を発掘し育成する事を「ビジネス」ではなく「使命」として多くの漫画界の異才をあまた輩出した『ガロ』の精神を継承するために青林工藝舎は興された。
青林工藝舎は"自由な表現"を前提に、大手版元では掲載が難しいと思われる斬新で優れた手法を持った漫画家やアーティストを発掘する目的で1998年に『アックス』を創刊。作品募集のコンセプト「漫画への新しい可能性を求める」「元来の漫画枠にとらわれない独創性あふれる作品を求める」を創刊当初から貫いており、ベテランから新人まで様々な作家が毎回実験的で先鋭的な漫画の可能性を追求する作品を描いている。
この様に『アックス』では独創的で個性あふれる作品や前衛的で難解な作品であっても積極的に掲載する独自の方針で漫画家の個性を生かした作品を載せているのが特色であり、売上重視で商業主義的なメジャー出版社の漫画事業とは対極のスタンスで作品性や作家性を重視した方針をとっている。それゆえ作品表現に方向性や制約を設けておらず、掲載作品はエログロから詩的、シリアス、不条理、ヘタウマ、耽美、ほのぼの、アートまで個々の作風は非常に幅広く、既存作家のコマーシャリズムに捕らわれず商業性よりも作家に自由な表現の場を与え、編集者側からの干渉を極力行わない往年の『ガロ』のスタイルを引き継いでいる。
近年では海外翻訳出版も行っており、フランス、スペイン、イタリア、ポルトガル、韓国、ブラジル、カナダ等で出版、2010年には「アックスアンソロジー」をアメリカで刊行。年1回行われている「アックスマンガ新人賞」では数多くの作家を輩出している。

## 出版物一覧
冊数が多いため、伸縮型のメニューとして掲載する。

## スタッフ
1997年の青林堂内紛騒動の際に集団退社した旧『ガロ』編集部員によって構成されている。
- 編集長 - 手塚能理子 - 青林工藝舎代表取締役兼『アックス』編集長。1979年青林堂入社。元『ガロ』副編集長。
- 編集・進行 - 志村勝紀 - 1990年青林堂入社。作家では主に福満しげゆきを担当。
- 編集・経理 - 高市真紀 - 1991年青林堂入社。元青林堂経理部員。蛭子能収担当。筆名は丸山玉子。姉は漫画家の山田花子。
- 装丁 - 井上則人 - 井上則人デザイン事務所代表。
- 営業 - 水村友二、末井幸作、土舘亜希子
- 協力
  - 浅川満寛 - 1991年青林堂入社。元青林堂営業部員。辰巳ヨシヒロ担当。まんだらけ編集を経て青林工藝舎に移籍し、同社取締役に就任。編集業の傍ら貸本漫画、エロ劇画の復刻活動や劇画史研究を続けていたが、2012年に青林工藝舎を退職。現在はフリーランスで執筆業や劇画史研究に携わる。
  - 北園一哉 - 元青林堂編集部員。映像編集担当。
  - 大場小ゆり - 1992年青林堂入社。元青林堂営業部員。青林工藝舎も2002年に退社。
  - 飯田菜津 - 元青林堂編集部員。
  - 香田明子 - 青林堂創業者である長井勝一の夫人。青林堂から独立した自主制作レーベル「青林工芸舎」（初代）を運営していた。
  - 大西祥平 - 元青林工藝舎の浅川満寛と復刻レーベル「ひよこ書房」を主宰しており、青林工藝舎とは縁が深い。
  - 根本敬 - 特殊漫画家。青林工藝舎や幻の名盤解放同盟のイベントに携わる。
  - 南伸坊 - 1972年青林堂入社。『ガロ』編集長を務め、1979年に退社。現在はフリーランスで青林工藝舎のイベントに携わる。
- 編集発行 - 株式会社青林工藝舎